# HLA-A74

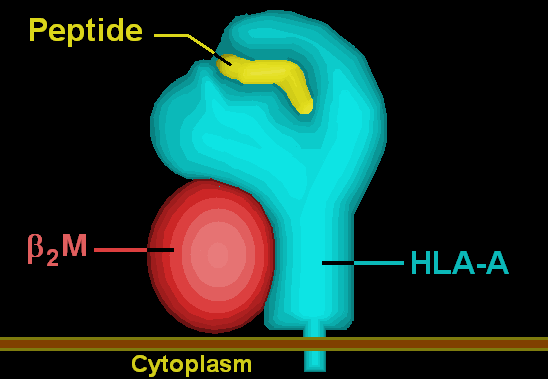

HLA-A74 هو نمط مصلي من مستضد الكريات البيضاء البشرية-أ.